# 松肉
松肉，又叫炸松肉，是北京穆斯林的一种传统食品。由油皮包裹肉馅与咯吱炸制而成。

## 制作
羊肉馅（亦有掺入牛肉或全部使用牛肉制作者）与咯吱按比和匀后，均匀摊在油皮上（馅料与油皮之间要先涂抹一层鸡蛋清或水淀粉）约1.5厘米厚，再将另一张已涂抹过鸡蛋清或水淀粉的油皮覆在馅料之上并压实。然后切成骨牌大小、长宽比例为1:2或1:3的长条，放入油锅内炸透。捞出后即可食用。

### 扒松肉
炸好后的松肉，可以按照扒肉条、扒口条的做法，做成扒松肉，出锅后勾芡为甜口。

### 烩松肉
将炸好后的松肉，放在锅里加水或浓汤，再下佐料，用武火煮片刻，然后勾芡拌匀至熟即可出锅。